# Joe Sentieri
Joe Sentieri (vrai nom  Rino Luigi Sentieri, né à Gênes le 3 mars 1925 et mort à Pescara le 27 mars 2007) est un  chanteur et acteur italien.

## Biographie
Son premier succès est sa victoire  à Canzonissima en 1959, avec sa version de  Piove  de Domenico Modugno. Dans la même année, il atteint le numéro deux et le numéro cinq au hit parade italien   avec Ritroviamoci et Milioni di scintille. En 1960, il remporte la troisième place au Festival de Sanremo  avec Quando vien la sera ,  numéro deux  et È mezzanotte,  numéro huit du hit italien .
Sa chanson la plus connue à l'international est  Uno dei tanti. écrite par Carlo Donida et Giulio Rapetti , publiée en 1961. En 1963, Jerry Leiber et Mike Stoller ont traduit le texte en anglais et publié cette chanson sous le titre I (Who Have Nothing) un de leurs plus grands succès repris plus d'une trentaine de fois,  par Tom Jones, Gladys Knight, Manfred mann's Earth Band, Ben E. King, Sylvester James, Luther Vandross et Shirley Bassey.
Dans les années 1960 et les années 1970, Joe Sentieri a également été actif au cinéma dans les Urlatori alla sbarra  (1960) avec Adriano Celentano et dans Seule contre la mafia (1970) avec Ornella Muti.
Joe Sentieri est mort d'une hémorragie cérébrale à l'hôpital de Pescara le 27 mars 2007. 

## Filmographie partielle
- 1960 : Caccia al marito de  Marino Girolami
- 1960 : Urlatori alla sbarra  de  Lucio Fulci
- 1962 : Appuntamento in Riviera de  Mario Mattoli
- 1963 : Le Jour le plus court de  Sergio Corbucci
- 1963 : Prega Dio... e scavati la fossa! de  Edoardo Mulargia
- 1968 : Ed ora… raccomanda l’anima a Dio! de Demofilo Fidani
- 1970 : Seule contre la mafia de Damiano Damiani
- 1977 : Un juge en danger  (Io ho paura) de Damiano Damiani.